# دولة

دول العالم حسب أعلامها.

الدولة هي مجموعة من الأفراد يُمارسون نشاطهم على إقليم جغرافي محدد ويخضعون لنظام سياسي معين مُتفق عليه فيما بينهم يتولى شؤون الدولة، وتشرف الدولة على أنشطة سياسية واقتصادية واجتماعية والتي تهدف إلى تقدمها وازدهارها وتحسين مستوى حياة الأفراد فيها، وينقسم العالم إلى مجموعة كبيرة من الدول، وإن اختلفت أشكالها وأنظمتها السياسية.
أما اتفاقية مونتيفيديو بشأن حقوق وواجبات الدول فقد عرفت الدولة بأنها: مساحة من الأرض تمتلك سكان دائمون، إقليم محدد وحكومة قادرة على المحافظة والسيطرة الفعَّالة على أراضيها، وإجراء العلاقات الدولية مع الدول الأخرى.

## تعريف الدولة

### الأصل اللغوي بالعربية
ورد في لسان العرب أن «الدَّوْلةُ والدُّولةُ: العُقْبة في المال والحَرْب»، بمعنى الغلبة والظفر بهما، والدولة والدول بمعنى «السُّنن التي تغيَّر وتُبدَّل» و«الدَّوْلةُ الفعل والانتقال من حال إِلى حال» و«دُولة بينهم يَتَداوَلونه مَرَّة لهذا ومرة لهذا». وفي القاموس المحيط «الدَّوْلَةُ انْقِلابُ الزمانِ». بمعنى تغيره، مرَّة لهؤلاء ومرّة لهؤلاء.

### التعريفات السياسية
الدولة هي تجمع سياسي يؤسس كيانا ذا اختصاص سيادي في نطاق إقليمي محدد ويمارس السلطة عبر منظومة من المؤسسات الدائمة، وبالتالي فإن العناصر الأساسية لأي دولة هي الحكومة والشعب والإقليم، بالإضافة إلى السيادة والاعتراف بهذه الدولة، بما يكسبها الشخصية القانونية الدولية، ويمكنها من ممارسة اختصاصات السيادة لاسيما الخارجية وتعرف الدولة بخمس خصائص أساسية تميزها عن المؤسسات الأخرى:
- ممارسة السيادة: فالدولة هي صاحبة القوة العليا غير المقيدة في المجتمع، وهي بهذا تعلو فوق أية تنظيمات أو جماعات أخرى داخل الدولة. وقد دفع ذلك توماس هوبز إلى وصف الدولة بالتنين البحري أو الوحش الضخم (Leviathan).
- الطابع العام لمؤسسات الدولة: وذلك على خلاف المؤسسات الخاصة للمجتمع المدني. فأجهزة الدولة مسؤولة عن صياغة القرارات العامة الجمعية وتنفيذها في المجتمع. ولذلك، تحصل هذه الأجهزة على تمويلها من المواطنين.
- التعبير عن الشرعية: فعادة (وليس بالضرورة دائما) ما ينظر إلى قرارات الدولة بوصفها ملزمة للمواطنين حيث يفترض أن تعبر هذه القرارات عن المصالح الأكثر أهمية للمجتمع.
- الدولة أداة للهيمنة: حيث تملك الدولة قوة الإرغام لضمان الالتزام بقوانينها، ومعاقبة المخالفين. ويُبرز ماكس فيبر أن الدولة تحتكر وسائل «العنف الشرعي» في المجتمع.
- الطابع «الإقليمي» للدولة: فالدولة تجمع إقليمي مرتبط بإقليم جغرافي ذي حدود معينة تمارس عليه الدولة سيطرتها. كما أن هذا التجمع الإقليمي يعامل كوحدة مستقلة في السياسة الدولية.

### التعريف الفلسفي
«إن الدولة هي مجموعة من المؤسسات القانونية والادارية والعسكرية التي تم انشاءها من لدن جماعة من الناس بموجب عقد مشترك لغرض تنظيم حياتهم في كافه المجالات داخل مجال ترابي معين»

## التمييز بين الدولة ومفاهيم أخرى
1. البلد تدل على منطقة جغرافية معينة.
2. الأمة ترمز إلى مجموعة من الناس تجمعهم اعتبارات مشتركة أصول وتاريخ.
3. الدولة تشير إلى مجموعة من مؤسسات الحكم ذات سياده على أرض وسكان محددة.

## التمييز بين الدولة والحكومة
ينبغي التمييز بين الدولة والحكومة، رغم أن المفهومين يستخدمان بالتناوب كمترادفات في كثير من الأحيان. فمفهوم الدولة أكثر اتساعا من الحكومة، حيث أن الدولة كيان شامل يتضمن جميع مؤسسات المجال العام وكل أعضاء المجتمع بوصفهم مواطنين، وهو ما يعني أن الحكومة ليست
إلا جزءا من الدولة. أي أن الحكومة هي الوسيلة أو الآلية التي تؤدي من خلالها الدولة سلطتها وهي بمثابة عقل الدولة. إلا أن الدولة كيان أكثر ديمومة مقارنة بالحكومة المؤقتة بطبيعتها: حيث يفترض أن تتعاقب الحكومات، وقد يتعرض نظام الحكم للتغيير أو التعديل، مع استمرار النظام الأوسع والأكثر استقرارًا ودوامًا الذي تمثله الدولة. كما أن السلطة التي تمارسها الدولة هي سلطة مجردة «غير مشخصة»: بمعنى أن الأسلوب البيروقراطي في اختيار موظفي هيئات الدولة وتدريبهم يفترض عادة أن يجعلهم محايدين سياسيا تحصينا لهم من التقلبات الأيديولوجية الناجمة عن تغير الحكومات. وثمة فارق آخر وهو تعبير الدولة (نظريا على الأقل) عن الصالح العام أو الخير المشترك، بينما تعكس الحكومة تفضيلات حزبية وأيديولوجية معينة ترتبط بشاغلي مناصب السلطة في وقت معين.

## أهمية مفهوم الدولة ودلالاته
احتلت الدولة على الدوام مكانة محورية في التحليل السياسي وصولا إلى المرادفة بين دراسة السياسة ودراسة الدولة في أغلب الأحيان. وتتجلى تلك المكانة في جدالين مهمين يتعلقان بأسس الالتزام السياسي وطبيعة القوة السياسية، كما يلي:
أولا: البحث في أسباب الاحتياج للدولة وأسس الالتزام السياسي: حيث تطرح نظرية العقد الاجتماعي التبرير الكلاسيكي لنشأة الدولة من خلال تصور شكل الحياة في مجتمع بلا دولة أي في حالة الفطرة أو الطبيعة. وتتسم هذه الحالة لدى بعض المفكرين (مثل هوبز ولوك) بحروب أهلية وصراعات مستمرة يخوضها كل فرد في مواجهة الكافة (أي حرب الكل ضد الكل)؛ وهو ما يهيئ الناس للاتفاق على «عقد اجتماعي» - "Social Contract" يضحون بموجبه عن جزء من حريتهم من أجل إقامة كيان ذا سيادة يستحيل دونه حفظ النظام والاستقرار. أي ينبغي على الأفراد طاعة الدولة بوصفها الضمان الوحيد ضد الاضطراب والفوضى. وعلى النقيض، تقدم الـ[لاسلطوية] أو الفوضوية رؤية متفائلة للطبيعة البشرية في ظل تأكيدها على النظام الطبيعي والتعاون التلقائي بين الأفراد. على هذا الأساس تطرح الأناركية منظومة من المؤسسات الاجتماعية (مثل الملكية المشتركة أو آليات السوق) الكفيلة بتحقيق الاستقرار الاجتماعي في غياب الدولة.
ثانيا: طبيعة قوة الدولة: حيث تشكل النظريات المتنافسة حول الدولة القسم الأكبر من النظرية السياسية. ويمكن تلخيص أهم وجهات النظر السائدة في هذا المجال على النحو التالي:
1- الاتجاه الليبرالي: ينظر إلى الدولة كحكم محايد بين المصالح والجماعات المتنافسة في المجتمع، وهو ما يجعل الدولة ضمانة أساسية للنظام الاجتماعي، ومن ثم تضحي الدولة في أسوأ الاحتمالات «شرا لا بد منه».
2- الاتجاه الماركسي: يصور الدولة كأداة للقمع الطبقي بوصفها دولة «برجوازية»، أو أداة للحفاظ على نظام التفاوت الطبقي القائم حتى حال افتراض الاستقلال النسبي للدولة عن الطبقة الحاكمة.
3- الاتجاه الاشتراكي الديمقراطي: يعتبر الدولة عادة تجسيدا للخير العام أو المصالح المشتركة للمجتمع من خلال التركيز على قدرة الدولة على معالجة مظالم النظام الطبقي.
4- الاتجاه المحافظ: عادة ما يربط الدولة بالحاجة إلى السلطة والنظام لحماية المجتمع من بوادر الفوضي، وهو ما يفسر تفضيل المحافظين للدولة القوية.
5- اليمين الجديد: أبرز السمات غير الشرعية للدولة الناجمة عن توسعها في التعبير عن مصالحها بغض النظر عن المصالح الأوسع للمجتمع، وهو ما يؤدي غالبا إلى تدهور الأداء الاقتصادي.
6- الاتجاه النسوي: نظر إلى الدولة كأداة للهيمنة الذكورية حيث تُوظف الدولة الأبوية لإقصاء النساء من المجال العام أو السياسي أو استبقائهم مع إخضاعهم.
7- الأناركية: تذهب إلى أن الدولة لا تعدو أن تكون جهازا قمعيا أُضفيت عليه الصفة القانونية كي يخدم مصالح الأطراف الأكثر تمتعا بالمزايا والقوة والثراء.
شهدت نهايات القرن العشرين ظهور اتجاهات ساعية لإفراغ الدولة من مضمونها نتيجة عدم تلاؤمها مع التطورات الجديدة مثل تزايد الاتجاه للخصخصة وتفضيل آليات السوق على التخطيط المركزي، وتأثيرات العولمة واندماج الاقتصاديات الوطنية في الاقتصاد العالمي غير الخاضع لسيطرة أية دولة منفردة. فضلا عن تنامي النزعات المحلية وما تولده من ضغوط على الدولة عبر تعزيز الولاءات والتفاعلات السياسية على مستويات مختلفة عن المستوى القومي (جمهورية أو قبلية) مع ظهور أنماط جديدة للقومية قد تمثل تهديدا للدول القائمة.

## الأشكال والصور المختلفة للدول حسب وظائفها وأدوارها
لا تنفي الخصائص الأساسية المشتركة بين الدول، حقيقة تنوع هذه الدول في أشكالها وأحجامها ووظائفها. فدول الحد الأدنى التي ينادي بها أنصار الليبرالية الكلاسيكية واليمين الجديد هي مجرد كيانات حمائية تتمثل وظيفتها الوحيدة في توفير إطار للسلام والنظام الاجتماعي على نحو يُمكّن المواطنين من ممارسة حياتهم على النحو الذي يعتقدون أنه الأفضل. بينما تعتمد الدول التنموية على العلاقات الوثيقة بين الدولة وجماعات المصالح الاقتصادية الأساسية (الشركات الكبرى تحديدا) لتطوير استراتيجيات للنمو بالاقتصاد القومي في سياق قائم على المنافسات عبر القومية. ويظهر هذا النموذج في اليابان ودول النمور الآسيوية في شرق وجنوب شرق آسيا. في حين تتدخل الدول الديمقراطية الاشتراكية على نحو واسع في الحياة الاقتصادية والاجتماعية لتعزيز النمو وضمان التشغيل الكامل وتخفيض معدلات البطالة والفقر وتأمين توزيع أكثر عدالة للقيم والموارد في المجتمع. وفي المقابل، اعتمدت الدول الجمعية أو الشيوعية على إلغاء القطاع الخاص كليّة وإقامة اقتصاديات مخططة مركزيا تديرها شبكات من الوزارات الحكومية ولجان التخطيط. وأخيرا فإن الدول الشمولية مثل ألمانيا في عهد هتلر أو الاتحاد السوفييتي في الحقبة الستالينية وبعض النظم المعاصرة ذات الخصائص المشابهة تتدخل في كافة مناحي الحياة عبر منظومة معقدة من آليات الرقابة والقمع البوليسي ونظام أيديولوجي مهيمن يستهدف إحكام سيطرة الدولة.

## نشأة الدولة
ظهرت مجموعة من النظريات التي فسرت نشأة الدولة منها:
أولا: النظرية الالهية: يعتقد أصحاب هذه النظرية ان الدولة تعود نشأتها من الله تعالى، وان الإنسان ليس عاملا أساسيا في نشأتها وان الإله هو الذي اختار لها حكاما ليديروا شؤونها.
ثانيا: نظرية القوة: ترى هذه النظرية أن الدولة نشأة من خلال سيطرة الأقوياء على الضعفاء إذ إن كثير من المجموعات الحاكمة اعتمدت على القوة في الوصول إلى الحكم مستغلة خوف وقلق الافراد من الحروب وحبهم الأمن والاستقرار وهي وسيلة في بناء الدولة وقوتها.
ثالثا: النظرية الطبيعية: إن أساس هذه النظرية مبني على طبيعة الإنسان الاجتماعية وحيث أن الإنسان لا يستطيع العيش منعزلا عن غيره من الأفراد، فلا بد أن يتعاونوا من خلال تفاعلاتهم الاجتماعية المختلفة ومن هنا رغبت الجماعات في أن يكون لها قيادة أو سلطة من ثم دولة ذات سيادة وسلطة.
رابعا: نظرية العقد الاجتماعي: ترى هذه النظرية أن أفراد الشعب أجمعوا على قيام الدولة من خلال عقد اتفاقات عليه مجموعة الأفراد (مع الحاكمين) حيث يتقبل الشعب حكم الدولة مقابل تلبيتها حاجات الناس الأمنية وتنسيق علاقاتهم مع بعض وقد نادى بهذه النظرية بعض المفكرين السياسيين مثل: توماس هوبز وجون لوك وجان جاك روسو.

## عناصر الدولة
أهم مكونات الدولة هي: المواطنون - الإقليم - الحكومة - السيادة - الاستمرارية السياسية. ويلاحظ أن الدراسات الحديثة تضيف إليها عنصري الثقافة والحضارة.

### الشعب
يعتبر الفقه أن الشعب هو الركن الأساسي، وهو مجموعة من الأفراد يتوافقون على العيش معا في ترابط وانسجام إذ لا يمكن أن نتصور وجود دولة بدون الأفراد الذين يعيشون بصفة دائمة فوق إقليمها ويخضعون لسلطتها السياسية.
ليس هناك عدد محدد لسكان الدولة بيد أنه يجب أن يكون عدد أفراد هذه المجموعة معقولا حتى يمكن ان تنشأ الدولة ولا شك أن كثرة السكان يعطي أهمية دولية خاصة، ومركزا مرموقا في المجتمع الدولي، والدول أمام القانون سواء بغض النظر عن عدد السكان.
يصل عدد أفراد شعب بعض الدول إلى بضع عشرات أو مئات الآلاف، مثل موناكو، جزر القمر، وهنالك دول يقطنها سكان بالملايين كما في الدول العربية، وفرنسا، وبريطانيا وغيرها، ودول يتعدى سكانها المئة مليون مثل الولايات المتحدة الأمريكية، وروسيا، وهنالك دول يزيد عدد سكانها على المليار مثل جمهورية الصين الشعبية والهند.
يتسع مصطلح السكان في مضمونه عن المقصود بمفهوم الشعب، إذا يشتمل مصطلح السكان المواطنين والأجانب اللذين يعيشون على أراضي الدولة، في حين ينصرف اصطلاح الشعب إلى رعايا الدولة أي إلى مواطنيها اللذين يتمتعون بجنسيتها، والجنسية هي رابطة قانونية وسياسية بين الفرد ودولته اللتي توفر له الحماية مقابل خضوعه لسلطتها.
التمييز بين الشعب الاجتماعي والشعب السياسي
- الشعب الاجتماعي: هم سكان الدولة اللذين يعيشون على إقليمها وينتمون إليها ويتمتعون بجنسيتها، رجالا ونساء، كهولا وأطفالًا المتمتعين بحقوقهم السياسية والمحرومين منها.
- الشعب السياسي: هم السكان اللذين يتمتعون بممارسة الحقوق السياسية، وعلى الأخص حق الانتخاب، وبذلك يتطابق مفهوم الشعب السياسي مع جمهور الناخبين ويخرج باقي أفراد الشعب اللذين لا يتمتعون بحق الانتخاب من مضمون الشعب السياسي.

يختلف نطاق الشعب السياسي ضيقًا وإتساعًا تبعا لمدى التمتع بالحقوق السياسية إذا تبلغ دائرة الشعب السياسي أقصى إتساع لها عند الأخذ بمبدأ الاقتراع العام اللذي لا يقيد حق الانتخاب إلا بشروط تنظيمية تتعلق بالجنسية والعمر-وهذا ما تاخذ به سيادة الشعب- بينما تضيق هذه الدائرة كثيرا عند تطبيق الاقتراع المقيد-وهذا ما تأخذ به سيادة الأمة- اللذي يشترط بالإضافة إلى الشروط التنظيمية السابقة ضرورة توفر قسط محدد من المال أومستوى معين من التعليم أوالإنتماء إلى طبقة معينة حتى يحق للفرد أن يتمتع بحق الانتخاب.

### الإقليم
لا يمكن قيام دولة بدون إقليم ثابت ومحدد، كما أن مساحة الإقليم في الدولة الحديثة متفاوتة فمنها ما يغطي مساحة كبيرة من الكرة الأرضية ومنها ما هو ضئيل المساحة ويقسم الإقليم إلى ثلاثة أجزاء هم:
أولا: الأرضي: يشمل مساحة الأرض ذات الحدود الواضحة سواء كانت طبيعية أم مصطنعة، كما يشمل الإقليم طبقات الأرض وما في باطنها من خيرات وثروات.
ثانيا: المائي: يتكون من الأنهار والبحيرات التي توجد داخل حدود الدولة إضافة إلى أجزاء من البحار والمحيطات المتلاصقة لحدود الدولة وهو ما يطلق عليه المياه الاقليمية وقد اختلفت الدول في تحديد المياه الإقليمية للدول ما بين ثلاثة أميال إلى 12 ميلا أو أكثر.
ثالثا: الجوي: هو الفضاء الذي يعلو مساحة الإقليم الأرضي والمائي دون تحديد ارتفاعه، ونتيجة لزيادة استخدام الطائرات عقدت دول اتفاقية في ما بينها لتنظيم حركة مرور الطائرات في الإقليم التابع للدولة.

### السلطة السياسية
لا يكفي لنشأة الدولة وقيامها وجود شعب يسكن إقليما معينا وإنما يجب أن توجد هيئة حاكمة تكون مهمتها الإشراف على الإقليم ومن يقيمون عليه (الشعب)، وتمارس الحكومة سلطتها وسيادتها باسم الدولة بحيث تصبح قادرة على إلزام الأفراد باحترام قوانينها وتحافظ على وجودها وتمارس وظائفها لتحقيق أهدافها.

## أشكال الدولة
تختلف دول العالم في أشكالها فمنها ما هو بسيط من حيث تكوينها ومنها المركبة التي يصعب الفصل بين ظواهرها بدقة وتعود الاختلافات في أشكال دول العالم إلى نظام الحكم المطبق فيها من حيث أنها حكم موحد، أم أنظمة حكم متعددة في الدولة الواحدة، ولذلك تنقسم دول العالم إلى دول موحدة ودول اتحادية كما يأتي:

### الدولة الموحدة
الدولة التي تكون الحكومة فيها موحدة فتظهر الدولة وحدة واحدة من الناحية الخارجية أو الناحية الداخلية مثل الأردن. وتتميز الدولة الموحدة بمجموعة من الخصائص هي:
أولا: وحدة التحكم: تتكون وحدة التحكم من حكومة واحدة تمارس السيادة الخارجية على أساس دستور واحد.
ثانيا: وحدة القوانين: جميع المواطنين في الدولة يخضعون لنفس القوانين والانظمة والتعليمات المستمدة من الدستور دون أي تمييز.
ثالثا: وحدة الاقليم: تخضع جميع الاقاليم والمحافظات في الدولة إلى الحكومة المركزية فيها.

### الدولة الاتحادية
تتألف الدولة الاتحادية من اتحاد دولتين أو أكثر وفقا لدستور أو اتفاقية لتحقيق أهداف مشتركة مع خضوع الدول الداخلية في الاتحاد لحكومة مشتركة تتوزع بموجبها مسؤوليات الحكم في الدولة الاتحادية وأبرز اشكال الدولة الاتحادية هي:
اولا الاتحاداي أو الفيديرالي: ينشأ هذا الاتحاد من اندماج مجموعة من الدول أو الولايات في دولة واحدة بهدف تحقيق مصالح مشتركة وذلك بموجب دستور توافق عليه كل دول الأعضاء ويصبح النظام الأساسي للدولة الجديدة المنبثقة عنه وتفقد الدول أو الولايات التي تنظم للاتحاد شخصيتها الدولية وسيادتها الخارجية في حين تنحصر سلطاتها في القضايا الداخلية كالخدمات الصحية والتعليمية والنقل واقامة مشاريع اقتصادية واجتماعية كجباية الضرائب المحلية ومن امثلته أمريكا ودول الإمارات العربية المتحدة وأستراليا. ومن أبرز خصائص الاتحاد الفيدرالي:
- اولا رئيس واحد وحكام ولايات
- ثانيا سياسة خارجية واحدة
- ثالثا حكومة اتحادية ووحدات محلية
- رابعا جيش وطني واحد
- خامسا دستور واحد ودساتير وقوانين محلية لا تتعارض مع الدستور الفيدرالي
- سادسا رمز وطني واحد وجنسية واحدة ونشيد وطني واحد

ثانيا الاتحاد الكونفدرالي: يقوم هذا الاتحاد بين دولتين أو أكثر ويكون مبينيا على رغبة هذه الدول في الاتفاق على إنشاءهيئة ممثلة لها باعمال ووظائف معينة ضمن اتفاقيات يوافق عليها جميع أعضاء الاتحاد وذلك بهدف تأمين وتحقيق مصالح مشتركة في الاقتصاد أو الثقافة أو الدفاع العسكري المشترك أو لأغراض أمنية ومن امثلته: الاتحاد الأوروبي ومجلس التعاون الخليجي

## وظائف الدولة
تقوم الدولة بالعديد من الوظائف المختلفة والتي يمكن تصنيفها إلى نوعين هما: الوظائف الأساسية ووظائف الخدمات ومن ابرزها:

### الوظائف الأساسية
- أولًا: تأسيس جيش لحماية مصالح الدولة والافراد
- ثانيًا: حفظ الأمن والنظام وتحقيق العدالة
- ثالثًا: تنظيم القضاء وإنشاء محاكم
- رابعًا: رعاية العلاقات الخارجية مع الدول الأخرى
- خامسًا: تمويل مؤسساتها العسكرية والأمنية والمدنية
- سادسًا: إصدار العملة

### وظائف الخدمات
اولا التعليمية والثقافية
ثانيا الرعاية الصحية
ثالثا المواصلات
رابعا خدمات المياه والكهرباء والصرف الصحي
خامسا إنشاء موانئ وبناء المطارات
سادسا الاتصالات السلكية واللا سلكية
```
ثانيا حفظ الأمن 
والنظام
 وتحقيق 
العدالة
```

ثالثا تنظيم القضاء وإنشاء محاكم
رابعا رعاية العلاقات الخارجية مع الدول الأخرى
خامسا تمويل مؤسساتها العسكرية والأمنية والمدنية
سادسا إصدار العملة

## الحكومة
هي الهيئة السياسية والادارية العليا التي تشرف على أحوال الشعب وتنظيم شؤونه وعلاقات افراده وهي المسؤولة عن توفير وسائل الأمن ورد العدوان عن اراضي الإقليم وشعبه وهي السلطة السياسية العليا وما يتبعها من نظم سياسية تدار عن طريقها شؤون الشعب وتستخدم كلمة حكومة للتعبير عن معاني مختلفة أهمها:
اولا نظام الحكم: كيفية ممارسة الحكم في الدولة
ثانيا الوزارة: الحكومة مسؤولة امام البرلمان
ثالثا السلطة التنفيذية: ويمثلها رئيس الدولة ومجلس الوزراء
رابعا الهيئة الحاكمة للدولة: تشمل السلطة التفيذية والتشريعية والقضائية

### اشكال الحكومة
تختلف الحكومات في اشكالها وفقا لمعايير أهمها كيفية تولي رئيس الدولة ومعيار السلطة فيها وتقسم اشكال الحكومات إلى:
اولا نظام الحكم الملكي: يتولى رئيس الدولة منصبه عن طريق الوراثة وفيه يسمى رئيس الدولة الملك أو الأمير أو السلطان أو الإمبراطور وفق النظام الدستوري للدولة وفي هذا النظام يكون رئيس الدولة مصونا وغير خاضع للمساءلة وتقع عملية المساءلة على مجلس الوزراء الذي يمارس السلطة بالنيابة.
ثانيا نظام الحكم الجمهوري: يصل فيه الرئيس للحكم عن طريق الانتخاب لمدة محددة، ويكون ذلك على أساس المساواة بين الافراد واحقية كل من تتوافر فيه الشروط في الوصول اليه بالانتخاب. وتتم عملية انتخاب رئيس الجمهورية اما عن طريق البرلمان أو الشعب أو كليهما.

### أنواع الحكومات
تنقسم الحكومات إلى أنواع هي:
اولا الحكومة المطلقة: تتجمع السلطة ف يد شخص واحد أو هيئة واحدة تجمع بيدها السلطات الثلاث دون أي سلطة أخرى تشاركها الحكم ومن امثلتها: الملكيات القديمة مثل فرنسا في عهد لويس الرابع عشر
ثانيا الحكومة المقيدة: تتوزع فيها السلطة بين هيئات مختلفة حيث تقوم بمراقبة الأخرى على أساس مبدأ الفصل بين السلطات ومن امثلتها الدول التي تتوزع فيها السلطة بين رئيس الدولة والبرلمان.

## الدستور
هو مجموعة من القواعد القانونية التي تحدد نظام وشكل الحكم في الدولة، وينظم السلطات الثلاث ويحدد اختصاصاتها، ويبين حقوق الافراد وواجباتهم، وينبثق عن الدستور مجموعة من القوانين والأنظمة والتعليمات لتنفيذ مواده.

### أنواع الدساتير
للدستور أنواع متعددة، هي:
- الدستور المكتوب أي وثيقة مكتوبة
- غير المكتوب أي مستمد من الأعراف
- الدستور المؤقت

```
*الدستور الدائم 
```

- الدستور المرن أي سهل التعديل عليه
- الدستور الجامد أي الصعب التعديل عليه

### التعديل على الدستور
ان ادخال تغييرات على نصوص المواد التي تتألف منها الدساتير لا يمس شرعيتها ولا سيما في الأنظمة الديمقراطية، لان الشعب هو مصدر السلطات في معظم دساتير الدول الديمقراطية، وبالتالي يحق له إجراء التعديلات التي تجزيها نصوص الدستور نفسه، وتختلف الجهة التي تملك حق تعديل الدستور من نظام سياسي إلى اخر والجهات التي تملك حق التعديل على الدستور هي:
اولا مجلس الأمة مثل الدستور الأردني
ثانيا الاستفتاء الشعبي مثل الدستور المصري
فمثلا في الدول الاتحادية كأمريكا فيتم تعديل الدستور بموافقة أغلبية ثلثي مجلسي الشيوخ والنواب وموافقة
ثلاث ارباع النواب في جميع أمريكا
اما في مصر فيطرح الدستور على الشعب للتصويت عليه عن طريق استفتاء شعبي.

## الاقتراع
يحق للمواطنين داخل الدولة الاختيار الحر بين مختلف الأحزاب السياسية، وذلك بالأداء بأصواتهم، بواسطة عملية تسمى الاقتراع، ومن شروط هذا الاقتراع أن يكون سريا وهذا يعني ان المصوت يكون له الحرية بعيدا عن أي ضغوط، ولقبول صوت المنتخب لبد من تحقق ما يلي:
- يجب أن يكون المواطن حائز على جنسية البلد الذي سيقوم فيه بالتصويت.
- يجب أن يكون راشدا (أي في سن الرشد 18 سنة).
- يجب أن لا يكون المواطن محروم من الحقوق المدنية.

## رئيس الجمهورية
الممثل العام لدولة من الدول، حيث يقوم بمهام مختلفة وطبقا للظروف السياسية لدولة معينة من الدول. بعد الحرب العالمية الثانية تنامت دول العالم وخصوصا في افريقا واسيا ومن ثم تم تعميم مفهوم الديمقراطية على أغلب دول العالم، فأصبح انتخاب الرئيس يتم بصورة ديمقراطية.
تختلف مهام الرئيس من دولة إلى أخرى، فمثلا في دولة من الدول يكون سياسيا يمثل بلده رسميا، في أخرى يعقد الاتفاقيات الخارجية أو يعين السفراء والقضاة وغيرها من المهام.
يتم تسمية الرئيس رئيسا في أغلب الأحيان حال تواجده في دولة ذات طابع جمهوري غير ملكي.
تنفرد دول كثيرة ومن ضمنها أمريكا بأعطاء الرئيس المسوؤليات الأكثر أهمية في الدولة، فهو الذي يقرر في الكثير من الأحيان.

## رئيس الوزراء
يعيّن رئيس الجمهورية رئيسا لمجلس الوزراء. فعلى من يطمح لهذا المنصب ان ينال ثقة الرئيس الذي امام مجلس النواب والرأي العام. فرئيس الحكومة مسؤول إذا سياسيا امام الجمعيتين. ويمكن لمجلس النواب ان يرغمه على الاستقالة، كما يستطيع رئيس الجمهورية ان يقيله من منصبه ساعة يشاء. دون العمد إلى اقالة الوزراء حيث يجب فك الربط الوزاري بالرئيس إلى حين تعين وزراء جدد بدل الوزراء السابقين يسمى هولاء الوزراء (بوزراء الأزمة) يكونوا تابعين رأسا إلى الجهة العليا وهي رئيس الجمهورية أو مجلس النواب أو الملك وذلك لتجنب دخول البلاد في فراغ سياسي محتمل.

## الشعب
الشعب هو عنصر من العناصر الأساسية للدولة، فأي كيان سياسي لا يكمن أن نسميه بالدولة ان لم يكن لديه اناس محددون يعيشون على اراضيه بصفة دائمة. في القانون الدولي لا يشترط ان يكون حجم الدولة من حيث العدد، فهناك دولة تتكون من مليارات مثل الصين والهند، وهناك دول لا يتجاوز عدد سكانها مئات الآلاف.